# LeaseWeb
Компания LeaseWeb является международным хостинг-провайдером с головным офисом в Амстердаме, Нидерланды. и филиалами с дата-центрами в Германии и США. Их штат укомплектован местными сотрудниками. Компания предлагает различные услуги в сфере хостинга: предоставление выделенных серверов, колокацию, облачный хостинг, Content Delivery Network (CDN) и гибридные решения.
LeaseWeb является одним из крупнейших европейских хостинг-провайдеров. Её учредитель OCOM является в Нидерландах одной из самых динамично развивающихся технологических компаний, и в 2007, 2009, 2010 и 2011 годах входила в список пятидесяти самых быстро развивающихся компаний Deloitte Technology Fast50.
К числу наиболее известных клиентов LeaseWeb относятся Heineken, Starbucks, Kelkoo, Twenga и Kaspersky. Компания также является спонсором Wikimedia Foundation.

## История
Компания была основана в 1997 году и начала свою деятельность с создания одного сайта, который представлял собой онлайн-каталог компаний, где они могли разместить краткое описание своей деятельности и контактную информацию. В то время многие организации ещё не были представлены в Интернете, поэтому компания вскоре начала предлагать дополнительные услуги по созданию и дизайну сайтов. В 1998 году компания открыла свой первый офис в Утрехт. В связи с постоянно растущей потребностью в услугах хостинга компания решила полностью сосредоточиться на развитии этого перспективного направления. Название LeaseWeb было зарегистрировано в 1999 году, и в этом же году были наняты первые сотрудники.
В 2000 году компания LeaseWeb приобрела свои первые четыре сервера с общей шириной полосы пропускания в 512 кбит/с. Затем LeaseWeb переехала в Амстердам. Бизнес компании LeaseWeb продолжал стабильно расти, несмотря на случившееся в этом году обрушение акций интернет-компаний, которое вошло в историю под названием «Пузырь доткомов» от англ. В 2005 году у компании было 5 000 серверов, а два года спустя их количество удвоилось и составило 10 000.
Количество сотрудников LeaseWeb также удвоилось, причём всего за два года, и к 2007 году составило 50 человек. Компания переехала в новое помещение в Амстердаме, где в настоящее время расположен её головной офис, и впервые попала в список самых быстро развивающихся компаний Deloitte Technology Fast50. В 2009 году количество сотрудников вновь увеличилось в 2 раза и достигло 100 человек. В 2010 году количество серверов компании превысило 25 000. В настоящее время более 300 сотрудников компании обслуживают свыше 50 000 принадлежащих ей серверов.

## Бизнес-модель
LeaseWeb управляет одной из крупнейших сетей в мире. Экономия за счёт масштаба операций позволяет ей выделять средства на проведение научных исследований и разработок НИОКР научных исследований и разработок и приобретение ресурсов, необходимых для оказания услуг по предоставлению широкополосных каналов передачи информации. Инвестиции в научные исследования и разработки позволяют компании LeaseWeb предоставлять клиентам комплексные услуги и техническую поддержку при значительном сокращении расходов на лицензирование. Благодаря экономии за счёт масштаба и инновационному подходу компания имеет возможность предлагать конкурентоспособные и «ценностно-ориентированные услуги», отвечающие постоянно изменяющимся потребностям клиентов.

## Инновация
Компания LeaseWeb вкладывает значительные средства в научные исследования и разработки.
Сеть LeaseWeb уже много лет поддерживает протокол IPv6. Все аппаратное обеспечение, приобретённое в последние годы, также поддерживает протокол IPv6. Кроме того, все сайты компании были разработаны с возможностью поддержки IPv6 адресов. Компания стимулирует использование протокола IPv6 посредством бесплатной раздачи адресов своим клиентам. LeaseWeb работает с двухуровневой сетью: это означает, что протокол IPv6 использует ту же сетевую инфраструктуру, что и IPv4, и для него не требуется отдельного аппаратного обеспечения.
LeaseWeb разработала собственную облачную платформу, которая была запущена в эксплуатацию в марте 2012 года и постоянно обновляется за счёт добавления инновационных функций. 7 июня 2012 года компания разместила в своём блоге информацию о запуске новой базовой функции межсетевой защиты для существующих и новых клиентов.
Content Delivery Network находится в разработке. Она создаётся с использованием продуктов с открытым исходным кодом на базе платформы NGINX. Более 25 % из 1000 самых посещаемых сайтов в мире используют NGINX. В их число входят такие знаменитые онлайн-сервисы как Facebook, Dropbox, Groupon, WordPress и SourceForge. NGINX планирует использовать инфраструктуру LeaseWeb и рекомендует услуги LeaseWeb своим клиентам.
Компания делится с интернет-пользователями накопленным опытом и знаниями в блоге LeaseWeb Labs. Там можно найти советы, уникальную информацию и мнения о развитии услуг хостинга и разработке программного обеспечения. Таким образом компания LeaseWeb вносит свой вклад в развитие хостинг-сообщества.

## Корпоративная социальная ответственность
Компания LeaseWeb придаёт большое значение внедрению экологически устойчивых методов ведения бизнеса. Хостинг-индустрия является крупнейшим потребителем электроэнергии, и компания предпринимает все возможные меры для снижения отрицательного влияния своей деятельности на окружающую среду. Большинство хостинг-услуг, оказываемых LeaseWeb, имеют нулевой баланс углеродных выбросов, а производственные процессы компании оптимизированы для обеспечения максимальной энергоэффективности. В принадлежащих компании помещениях используются только энергосберегающие лампы. Компания утилизирует все бумажные отходы, картриджи для принтеров и списанные мобильные телефоны. LeaseWeb приобретает для служебного пользования только автомобили с низким потреблением топлива и реализует специальную программу для сотрудников, стимулирующую использование велосипедов для поездок на работу и с работы.
Компания LeaseWeb поддерживает различные инициативы по повышению прозрачности на рынке хостинг-услуг и использованию добросовестных методов предоставления услуг. Она была одним из первых интернет-провайдеров в Нидерландах, принявшим меры против распространения детской порнографии. Компания LeaseWeb осуществляет проект по взаимодействию с местными общинами Community Outreach Project, в рамках которого она предоставляет бесплатный хостинг организациям, занимающимся отслеживанием случаев распространения спама и киберпреступности, выявлением их источников и осуществлением мер противодействия.
В целях содействия развитию хостинг-индустрии компания LeaseWeb делится своими знаниями с хостинг-сообществом в блоге LeaseWeb Labs. Кроме того, она разработала специальные программы для поддержки новых компаний и предоставления хостинг-услуг некоммерческим организациям (например, Wikimedia Foundation).

## Выход на новые рынки
В 2010 году компания LeaseWeb приобрела немецкую хостинговую компанию Netdirekt. Эта сделка помогла LeaseWeb расширить своё присутствие в Германии, Австрии и Швейцарии. Открытие дата-центра во Франкфурте позволило ей оказывать поддержку клиентам из Германии на их родном языке. Кроме того, компания смогла расширить и без того мощную интернет-инфраструктуру для оказания услуг клиентам в разных странах мира. Франкфурт является главнейшим сетевым узлом в Германии, и его точка обмена сетевым трафиком входит в тройку крупнейших в Европе, наряду с точками обмена трафиком в Амстердаме (AMS-IX) и Лондоне (LINX) .
В 2011 году компания LeaseWeb вышла на рынок США, открыв там филиал LeaseWeb USA Inc с полным спектром услуг и дата-центром в Manassas, Virginia. Компания LeaseWeb является одним из немногих европейских хостинг-провайдеров с филиалами в Соединённых Штатах Америки и Европе, что позволяет ей предоставлять услуги повышенного качества клиентам из разных стран. Кроме того, обслуживание американских клиентов осуществляется из местного офиса, в котором работают квалифицированные местные сотрудники. Открытие этого дата -центра привело к резкому росту спроса на услуги компании.

## Сеть и дата-центры
LeaseWeb является международным хостинг-провайдером. Обслуживание клиентов осуществляется в семи дата-центрах, расположенных в Нидерланды, Бельгия, Германии и Соединённые Штаты Америки. LeaseWeb сотрудничает с точками обмена трафиком в Амстердаме, Франкфурт-на-Майне, Лондоне, Нью-Йорк, Брюссель, Стокгольм, Мадрид, Цюрих, Дюссельдорфе, Париже, Варшаве, Будапешт, Милане, Вена, Прага, Люксембург, Бухарест, Братислава, Копенгаген, Осло, Эшберне, Майами, Чикаго, Даллас, Пало-Альто и Лос-Анджелес. Время безотказной работы сети составляет 99,999 %, и предлагаемая клиентам пропускная способность превышает 3 Тбит/с.

## Последние новости
18 мая 2017 года на площадке хостинг провайдера произошел крупный сбой, оставивший без услуг хостинга десятки тысяч клиентов во всем мире.
19 апреля 2012 года StopBadWare и LeaseWeb заявили о своем сотрудничестве в сфере борьбы с киберпреступностью. StopBadware — это некоммерческая организация, занимающаяся борьбой с вредоносным ПО, которая координирует и объединяет усилия участников интернет-экосистемы на этом направлении. LeaseWeb выступает в качестве спонсора компании StopBadware в рамках проекта Community Outreach Project.
19 марта 2012 года компания LeaseWeb представила свою новую облачную платформу общего пользования. Компания заявила, что платформа рассчитана на большое число клиентов и обеспечивает надёжную работу приложений IaaS (Infrastructure as a Service), позволяющих предлагать использование инфраструктуры в качестве услуги.
LeaseWeb являлась одним из хостинг-провайдеров компании Megaupload, серверы которой были отключены в январе 2012 в ходе международного расследования, проводимого ФБР.
14 октября 2011 года OCOM, компания-учредитель LeaseWeb, была вновь признана одной из самых динамично развивающихся технологических компаний в Нидерландах. OCOM показала самую большую прибыль среди пятидесяти компаний, включенных в рейтинг Deloitte Technology Fast50 в 2011 году. Её общий оборот в 2010 году составил 50 миллионов евро.
7 октября 2011 года компания Hewlett-Packard назвала LeaseWeb "Лучшим партнёром года в 2011 году среди провайдеров услуг ". Компания HP ежегодно присуждает награды своим лучшим партнёрам в Нидерландах по различным направлениям деятельности.